# Pierre Benigni
Pierre Benigni (1878–1956) byl francouzský malíř, který se specializoval na témata napoleonské armády.

## Život a kariéra
Byl žákem Édouarda Detailleho a nástupcem Maurice Mahuta, malíře Legie a vojenských pluků. Spolupracoval s Raoul & Jean Brunon, tvůrci vojenského muzea v Château de l'Empéri.
Ilustroval Livre d'or Cizinecké legie, při příležitosti jejího stého výročí v roce 1931.

## Dílo (ilustrace knih)
- L'armée Française sous Bonaparte Premier Consul, Jean Brunon a Pierre Benigni, 1937
- La Garde Impériale, Les Eclaireurs, Jean Brunon a Pierre Benigni
- Livre d'Or de la Légion Etrangère, 1931